# Muddy Waters (álbum)
Muddy Waters es el tercer álbum de estudio del artista estadounidense de hip hop Redman, publicado el 10 de diciembre de 1996 en Def Jam Recordings.
El álbum alcanzó el puesto #12 en la lista de éxitos Billboard 200 chart. Hacia febrero de 1997, fue certificado oro en ventas por la RIAA, una vez que sus ventas superaron las 500 000 copias en Estados Unidos.

## Lista de canciones
| N.º | Título                                                                      | Música                                                   | Sample(s)                                                                                      | Duración |  |
| 1.  | «Intro»                                                                     | Noble                                                    |                                                                                                | 2:16     |  |
| 2.  | «Iz He 4 Real»                                                              | Bush, Hendr, McNair, Noble, Powell, Price, Sermon, Yates |                                                                                                | 1:35     |  |
| 3.  | «Rock the Spot»                                                             | Fyffe, Kelly, Martin, Noble, Wallace                     |                                                                                                | 4:10     |  |
| 4.  | «Welcome (Interlude)»                                                       | Noble, Sermon                                            |                                                                                                | 2:06     |  |
| 5.  | «Case Closed» (feat. Rockwilder and Napalm)                                 | Noble, Stanton, Stinson                                  |                                                                                                | 2:57     |  |
| 6.  | «Pick It Up»                                                                | Noble, Sermon                                            | * "Gimme What You Got" by Le Pamplemouse                                                       | 5:08     |  |
| 7.  | «Skit»                                                                      | Noble, Sermon                                            |                                                                                                | 5:08     |  |
| 8.  | «Smoke Buddah»                                                              | James, Noble                                             | * "Mary Jane" de Rick James y the Stone City Band                                              | 2:34     |  |
| 9.  | «Whateva Man» (feat. Erick Sermon)                                          | Noble, Sermon                                            |                                                                                                | 3:08     |  |
| 10. | «Chicken Head Convention (Skit)» (feat. Nadja Green Parker y Tanisha Green) | Noble                                                    |                                                                                                | 1:17     |  |
| 11. | «On Fire»                                                                   | Noble, Sermon                                            | * "Love and Happiness" de Al Green                                                             | 3:50     |  |
| 12. | «Do What Ya Feel» (feat. Method Man)                                        | Michel, Noble, Smith                                     |                                                                                                | 4:15     |  |
| 13. | «The Stick Up (Skit)» (feat. Nadja Green Parker y Tanisha Green)            | Noble                                                    |                                                                                                | 0:55     |  |
| 14. | «Creepin'»                                                                  | Noble                                                    | * "Shining Symbol" de Roy Ayers Ubiquity                                                       | 3:59     |  |
| 15. | «It's Like That (My Big Brother)» (feat. K-Solo)                            | Khaleel, Madison, Noble, Williams                        |                                                                                                | 2:55     |  |
| 16. | «Da Bump»                                                                   |                                                          |                                                                                                | 3:58     |  |
| 17. | «Skit»                                                                      | Ellis, Hayes, Locke, Noble, Richmond, Sermon             |                                                                                                | 5:09     |  |
| 18. | «Yesh Yesh Y'all»                                                           | Noble, Sermon                                            |                                                                                                | 3:58     |  |
| 19. | «What U Lookin' 4»                                                          | Isley, Isley, Isley, Isley, Jasper, Noble, Stinson       |                                                                                                | 5:01     |  |
| 20. | «Soopaman Luva 3 Interview (Skit)» (feat. Tanisha Green)                    |                                                          |                                                                                                | 3:35     |  |
| 21. | «Soopaman Luva 3»                                                           | Noble                                                    | * "Adventures of Super Rhymes" de Jimmy Spicer - "Smiling Billy Suite Pt. 2" de Heath Brothers | 4:11     |  |
| 22. | «Rollin'»                                                                   | Barrier, Griffin, Noble, Sermon                          | * "(Don't Worry) If There's a Hell Below, We're All Going to Go" de Curtis Mayfield            | 4:09     |  |
| 23. | «Da Ill Out» (feat. Jamal y Keith Murray)                                   | Murray, Noble, Phillips, Sermon                          |                                                                                                | 3:35     |  |

## Historial en las listas de éxitos

### Álbum
| Chart (1996)          | Máxima posición |
| --------------------- | --------------- |
| EE. UU. Billboard 200 | 12              |
| EE. UU. R&B Albums    | 1               |

### Sencillos
| Año  | Sencillo                          | Máxima posición en listas | Máxima posición en listas                  | Máxima posición en listas                | Máxima posición en listas |
| Año  | Sencillo                          | EE. UU. Billboard Hot 100 | EE. UU. Hot Dance Music/Maxi-Singles Sales | EE. UU. Hot R&B/Hip-Hop Singles & Tracks | EE. UU. Hot Rap Singles   |
| ---- | --------------------------------- | ------------------------- | ------------------------------------------ | ---------------------------------------- | ------------------------- |
| 1996 | "It's Like That (My Big Brother)" | 95                        | 2                                          | 40                                       | 11                        |
| 1997 | "Whateva Man"                     | 42                        | 3                                          | 18                                       | 3                         |
| 1997 | "Pick It Up"                      | —                         | 10                                         | 69                                       | 50                        |

"—" denota publicaciones que no alcanzaron las listas de éxitos.

## Personal
Información tomada de Allmusic.
- Composición – Redman, Erick Sermon
- Producción ejecutiva – Erick Sermon
- Mezcla – Dave Greenberg, Troy Hightower
- Intérpretación – Method Man
- Producción – Redman, Rockwilder, Erick Sermon
- Vocales – Method Man, Napalm, Redman, Rockwilder, Erick Sermon